# PP-91M
Pour les articles homonymes, voir PP.
PP-91M est un pont flottant motorisé russe. Il déploie un pont flottant, monté sur véhicule porteur KamAZ-6350.

## Description
Il complète le PMM-2M, qui est comparable à l'engin de franchissement de l'avant de l'armée française et donc plutôt utilisé pour des surfaces d'eau plus réduites. Il complète ou remplace le PMP sur véhicule porteur KrAZ-255.

## Histoire

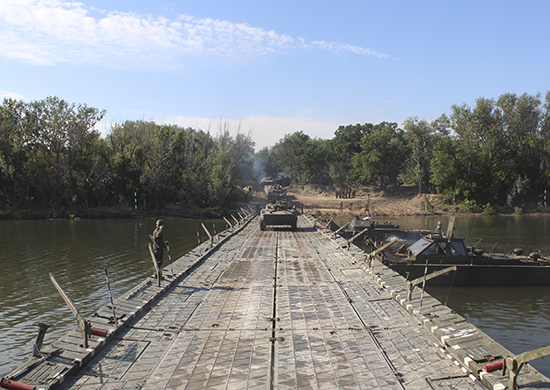
Pont ponton PP-91M. Divisions du génie et des sapeurs du district militaire du Sud

Il a été développé en 2006-2010 et a été accepté pour la fourniture aux forces armées RF par arrêté du 26 janvier 2008 pour remplacer la flotte PP-91 . Son concepteur est le colonel à la retraite , professeur Yuri Nikolaevich Glazunov. Le parc de pontons est conçu pour équiper les traversées de ponts pour les marchandises de 60 tonnes et les traversées de traversiers pour les marchandises de 720 tonnes.

## Caractéristiques tactiques et techniques des véhicules du kit PP
- châssis de base KamAZ-63501
- poids de la cargaison transportée - 16 000 kg;
- poids du châssis équipé - 10600 kg;
- poids brut - 26800 kg;
- longueur - 8980 (?) mm;
- largeur - 2550 mm;
- hauteur de la cabine - 3075 mm;
- rayon de braquage - 13 (13,9) m;
- vitesse maximale - 75 (90) km/h;
- profondeur du gué - 1,2 (1,75) m;
- moteur - YaMZ-238M2 ( KamAZ-740.50-360 ).

## Engagement
Le tout dernier équipement d'ingénierie russe a été vu pour la première fois en Syrie.

## Galerie d'images

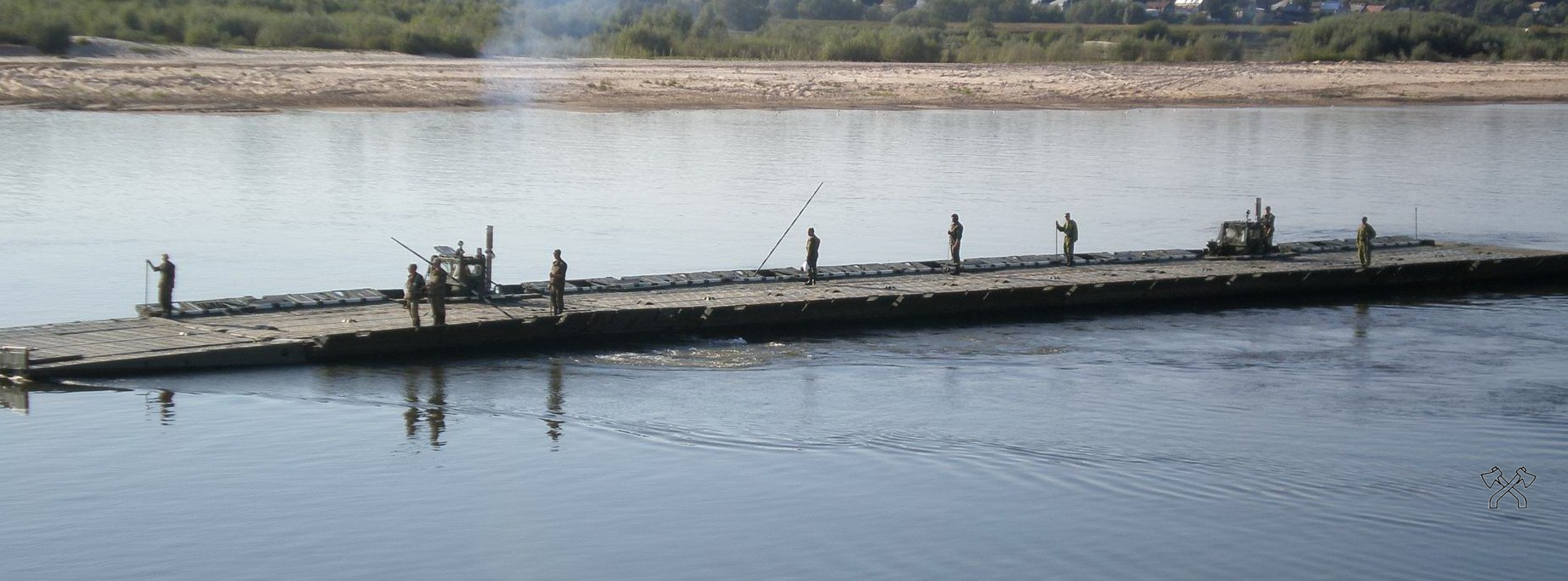
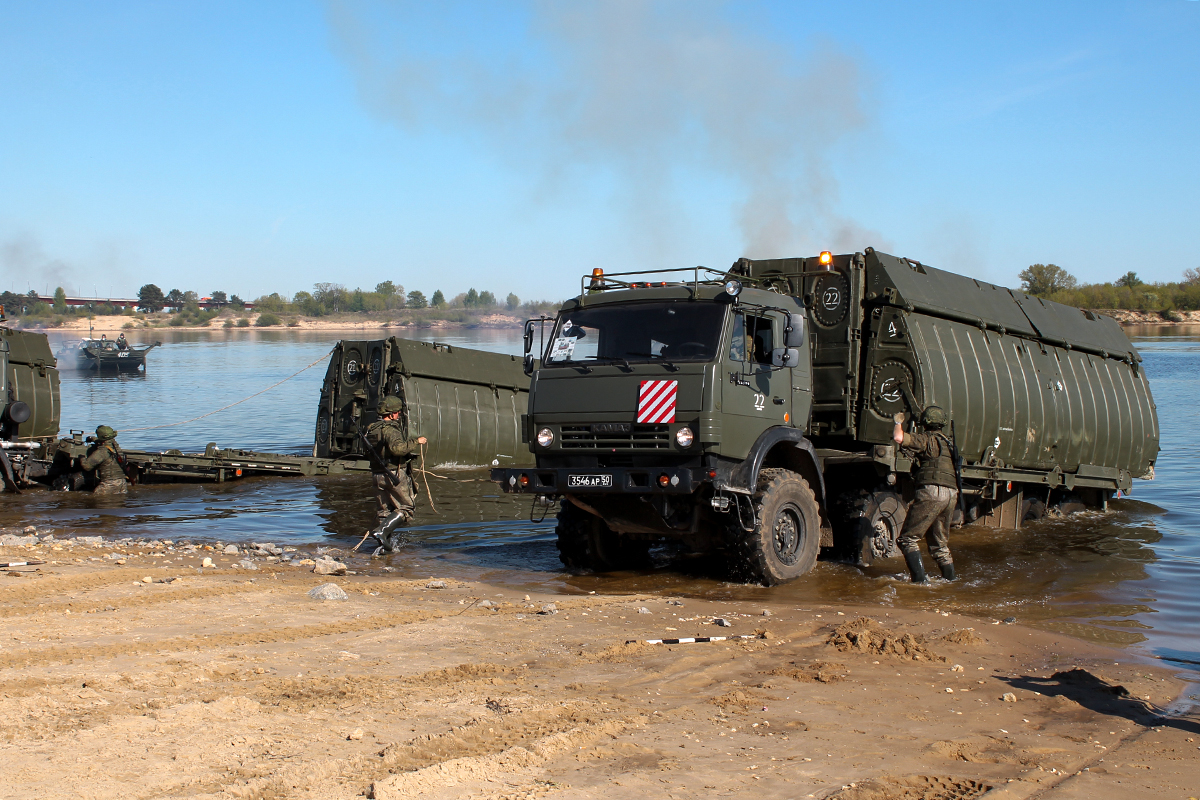